# 川澄綾子
川澄綾子（日语：／ Kawasumi Ayako，1976年3月30日—），日本女性配音員、旁白、歌手。出身於東京都。大澤事務所所屬。身高158cm。B型血。

## 來歷
- 是早產兒，原定的出生日期為5月3日。曾說過自己的父母已有了萬一的覺悟急急忙忙以為開頭作為名字，當時被親戚戲稱“比牛奶球還小”。
- 在1996年的SME聲優大賽中得到代代木動畫學院獎。
- 在《逮捕令》中以妇警D一角初次以動畫聲優登場，之前已以廣告旁白出道。
- 以《頭文字D》中的茂木夏樹一角和動畫《To Heart》的神岸明一角開始活躍。
- 在《星界战旗》的拉斐尔选角时从一百名候选人被选拔，配音时发烧发到攝氏40度仍然去配音，结果被音响监督叫她回家去，说“从来没见到这么拼命的声优”。
- 說「是（はい）」的口音獨特。
- 為少女、幼女、美女、惡女、嚴肅、搞笑、純情、傲嬌等等各式各樣的類型的角色配過音。部分作品中會演唱主題曲或角色曲。
- 在動畫的配音中，比起黃金檔、低齡向作品、一般向作品，以深夜動畫、萌系動畫和美少女動畫居多。
- 被劇本家會川升稱為「オーディション荒らし」。
- 曾以「あやちー（小綾）」這個愛稱在fans間流傳，但是在業界內現在還用這個愛稱稱呼的只有過去認識的朋友。其他的還有「綾ちゃん（小綾）」、「あやすみ（綾澄）」、「あやねえ（綾姐）」等。
- 一般不戴眼鏡，極偶爾會在雜誌和網絡上出現她戴眼鏡的照片。但在《PONY CANYON STYLE まるなび!?》的BSQR489版中則有很多她戴眼鏡的照片。
- 因為憧憬岩田光央而進入大澤事務所。
- 喜歡很大隻的貓。
- 學生時代曾經是《JoJo的奇妙冒險》的粉絲[4]，後在2012年7月在東京舉辦的JoJo連載25週年紀念「JoJo展」中與飾演喬納森・喬斯達的興津和幸、擔任旁白的大川透共同到場[5]。
- 座右銘是[6]。

## 人物

### 興趣、特長
- 從3歲起學習鋼琴，擁有絕對音感[7]；但因認為平時彈鋼琴沒有甚麼意義，幾乎只在為まるなび！？HOT TUNE作曲時才會接觸鋼琴[8]。
- 興趣是看棒球比賽，為東京養樂多燕子的球迷。特別是經常將代跑城友博（1999年移籍至阪神虎）的成績整理在筆記本裡。
- 於PONY CANYON STYLE まるなび！？的第139回（2007年5月22日）中提及自己取得了汽車駕駛執照[9]。
- 非常喜愛貓，東京父母的家中養有數隻。
- 得意料理是千層麵、綾子鍋（生天目仁美命名），其中綾子鍋在棉花糖會（ましまろ会）中大受好評。
- 相當害怕昆蟲。據說家族旅行時，要去露天溫泉的途中看到蟲，而發出哀嚎嚇到母親。另外，與能登麻美子一起去旅行的時候，也曾因見到蟲而嚇得從露天溫泉裡逃出來。
- 自認非常喜歡說話，是個健談的女孩子。
- 據說即使長時間乘坐電車，也不會在裡頭睡著。
- 关于配音，曾提到：“现在想起来，第一次的拍后录音是最紧张的时候。因为紧张，有的时候甚至会说不出话来（笑）。现在总算是已经适应了这种气氛了，而且使我兴奋的是最近挑战的几个全新的角色，也许大家从中能够看到另外一个我呢。能够出演这样一些角色我自己也非常高兴，我希望在30岁、不，40岁以后大家还是像现在一样喜欢我塑造的角色。”

## 交友狀況
- 被同事務所的晚輩能登麻美子稱呼為「小綾」（綾ちゃん）、而且還私下2人一起去過溫泉旅行。
- 在演出《草莓棉花糖》後，與同劇的聲優千葉紗子、折笠富美子及能登麻美子關係良好，因此組成了「棉花糖會（ましまろ会）」，偶爾會相約一起出外活動。

## 演出
粗體字表示主要角色。

### 電視動畫
1997年
- 逮捕令（女警D）

1998年
- 頭文字D（1998年—2004年，茂木夏樹）3系列[系列 1]
- Weiß kreuz（紗耶香）
- 星方武侠（梅尔菲娜（美露菲娜））
- 守護月天（離珠）
- 玲音（岩倉美香）
- 女棒甲子園（東雪）
- DT戰士（菲兒[10]）
- 秀逗博士（池田秀子、ショク）
- 南海奇皇（清家絢）
- VISITOR（望月リラ）
- 炸彈超人（シスターボン）

1999年
- A.D.POLICE（宮野恭子）
- 課長王子（リンコ）
- To Heart（神岸明）
- 星界的紋章（拉斐爾）
- 麻辣教師GTO（野村朋子[11]、泉尚子[12]、年輕妻子、廣播）
- 蠟筆小新（1999年—，酢乙女愛[13]）
- Seraphim Call（松本久美）
- 仙界傳・封神演義（神鷹）
- 天使不設防!（莎拉）
- 乖小孩（亞美留）

2000年
- 星界的斷章 誕生（拉斐爾）
- 沉默的未知（ジョオン）
- 星界的紋章 特別篇（拉斐爾）
- 星界的戰旗（拉斐爾 ）
- NieA_7（茅ヶ崎まゆ子）
- 六門天外（波を纏う天使）
- 學校怪談（廁所的花子）
- 夢幻天女（來間千鳥）
- 女神候補生（妃·優座）
- 捍衛者（生澤琉璃子）

2001年
- 天使的尾巴（歩美（龟））
- うさぎちゃんでCue!!（川紅）
- 天使領域（齊藤楓）
- 漫畫派對（神岸あかり）
- Geneshaft（ドルチェ・サイトウ）
- 星界的戰旗 特別編（拉斐爾 ）
- 星界的戰旗Ⅱ（拉斐爾）
- 魔力女管家（安藤麻幌）
- 妹妹公主（千影）
- 聖石小子（艾麗（莉莎·范倫鐵諾）、哈魯·葛羅利（少年時代））
- （麗儂·特洛斯）
- 破邪巨星G彈劾凰（海潮真波）
- 無敵王トライゼノン（クララ・クォーヴァース）
- 哆啦A夢(大山羨代版)（妹妹）

2002年
- 魔力女管家 更美麗的事物（安藤麻幌、マシュー）
- 青出於藍（櫻庭葵）
- 妹妹公主 RePure（千影）
- Kanon（美阪香里）
- 翼神世音（紫東惠）
- 小公主優希（埃美娜）
- 星空的邂逅（缘川小石）
- 東京地底奇兵（ジルハーツ・ミセット）
- 東京喵喵（ジャクリーヌ）
- PIANO（野村美雨）

2003年
- 青出於藍～緣～（櫻庭葵）
- 廢棄公主（薇妮雅・奇斯特）
- .hack黄昏の腕轮传说（ほたる）
- 星空的邂逅2（缘川小石）
- 星際少年隊（瑠璃）
- 天使的尾巴（小步）
- 蒲公英之戀（うなぎ）
- 魔力女管家 夏之TV特別篇「我認為H是不行的！」（安藤麻幌）

2004年
- 库拉乌－幻之记忆（库拉乌）
- 这丑陋又美丽的世界（光）
- 女孩萬歲（美晴）
- To Heart Remember My Memories（神岸明）
- 神無月巫女（姬宮千歌音）
- 琉球武士瘋雲錄（風）
- 現視研（大野加奈子）
- 不平衡抽籤（如月香澄）
- 2X2忍傳（不知火楓）

2005年
- 草莓棉花糖（櫻木茉莉）
- 我太太是高中生（小野原麻美）
- 女孩萬歲 第二季（美晴）
- 銀盤萬花筒（櫻野鶴紗）
- 灼眼的夏娜（吉田一美）
- 我的主人（杉田多可美）
- 地獄少女（浦野美沙里(第5話)）
- 極上生徒會（飛田小百合）
- 不可思議星球的雙胞胎公主（愛爾莎）
- 我們這一家（エミコ）
- 高機動交響曲（榊理名）
- 真相之眼（サラ・ハリファ）
- 今日大魔王!（オンディーヌ）
- 星艦駕駛員（間宮リオ）
- 麵包超人（あおば姫）
- 哆啦A夢(水田山葵版)（少女）
- 聖魔之血（10年前的卡特琳娜）
- 怪醫黑傑克（ミチル）
- 粘粘怪（前田カンナ）
- I Only Want Happiness（畔）
- 勇者王 FINAL GRAND GLORIOUS GATHERING（パピヨン・ノワール）
- 雪之女王（蓋爾達）

2006年
- Fate/stay night（Saber）
- 奏光之Strain（塞拉・威萊克）
- Kanon 第二作（美阪香里）
- 零之使魔（漢麗塔）
- 夢使者（三島塔子）
- ZEGAPAIN（三崎紫雫乃）
- 天使心（茅野夢）
- 不平衡抽籤（大野加奈子（次回予告のみ））
- TSUBASA翼（鈴蘭）
- xxxHOLiC（小蘭）
- .hack//Roots（ウール）
- 不可思議星球的雙胞胎公主 Gyu!（愛爾莎）
- 甜蜜偶像（日渡綾）

2007年
- 天翔少女（櫻野音羽）
- 怪物王女（姬（麗麗安奴））
- 交響情人夢（野田惠）
- 棋靈少女（安岡紫音）
- 意外（檜原靜流）
- 灼眼的夏娜II（吉田一美）
- 零之使魔 雙月的騎士（漢麗塔）
- 君吻（川田知子）
- 女優大試煉（一之瀨野乃）
- 殭屍借貸（小梅）
- 羅密歐與茱麗葉（愛米莉婭）
- 京四郎與永遠的天空（歌音）
- 神曲奏界（茨格・尤芬莉）
- 獵魔戰記（艾莉娜）
- 月面兔兵器米娜（西羽菫＝師走米娜）
- 現視研2（大野加奈子）
- 光明之淚X風（布拉奈玖、柯拉拉克蘭・菲利亞斯）
- 鬼面騎士（間宮霧子）
- 驅魔少年（ソフィア）
- 土豆蛋黃醬（夏みかん）

2008年
- 我的狐仙女友（源千鶴）
- 零之使魔 三美姬的轮舞（漢麗塔）
- 出包王女（天條院沙姬）
- 鋼鐵新娘（小林富美子）
- 交響情人夢 巴黎篇（野田惠）
- SKIP・BEAT！（松內琉璃子）
- RD 潛腦調查室（赫倫）
- 魔法學園MA（艾妮烏斯・薩・巴傑斯多）
- 狂亂家族日記（Dr.ヘル）
- 黑執事（維多利亞女王（少女））
- 戰爭童話キクちゃんとオオカミ（キクちゃん）
- 麵包超人（カカオくん）
- チョロQデッキシステム Qファイターズ!（愛野チョコ）

2009年
- 潘朵拉之心（艾麗絲）
- 女王之刃（流浪戰士蕾娜）
- 神曲奏界crimson S（茨格・尤芬莉）
- 鐵腕女警DECODE:02（各務翔子）
-瑪莉亞的凝望 第四季（細川夕子）
- 07-GHOST（シスター・アテナ）
- 旋風管家 第二季（天王州雅典娜）
- 戰鬥司書系列（絲柔＝布亞克尼休）
- 魔法禁書目錄（蘿拉・史都華）
- 我們這一家（おとよ）
- 迷宮塔（キリエ）
- 初戀限定。（不動宮堇）
- Battle Spirits 少年激霸彈（維歐娜·魔魅）
- 魔力充電娘（レーカ・ガルヴァーニ）
- 神奇寶貝鑽石&珍珠（烏拉拉）
- 哆啦A夢(水田山葵版)（莉亞）

2010年
- 交響情人夢 Finale（野田惠）
- 大小姐×執事!（彩京朋美）
- 聖痕鍊金士（辻堂美由梨）
- 銀魂（外道丸）
- 學生會長是女僕（鮎澤美奈子）
- 閃光的夜襲（遊佐靜音、旁白）
- COBRA THE ANIMATION（妖精エリス）
- 大神與七位夥伴（鶴谷乙卯）
- 爆漫王（蒼樹紅）
- 更多出包王女（天條院沙姬）
- 魔法禁书目录Ⅱ（蘿拉·史都華）
- 侵略！花枝娘（常田鯰美）
- Battle Spirits Brave（紫乃宮魔魅／維奧娜 魔魅）

2011年
- FAIRY TAIL（玛露（哈比母亲））
- Dororonえん魔くん メ～ラめら（ハルミ）
- 聖痕鍊金士 II（辻堂美由梨）
- 緋彈的亞莉亞（貞德·達爾克）
- 蘿球社！（野火止初惠）
- 丹特麗安的書架（艾絲黛拉·里路班）
- 侵略！？花枝娘（常田鯰美）
- 爆漫王。2（蒼樹紅）
- Fate/Zero（Saber）
- 灼眼的夏娜III Final（吉田一美）

2012年
- 零之使魔F（漢麗塔）
- 銀魂'（外道丸）
- Fate/Zero 2nd Season（Saber）
- AKB0048（第10代 秋元才加）
- TARI TARI（田中晴香）
- 加速世界（掛居美早/Blood Leopard）
- 爆漫王。3（蒼樹紅、nobuo）
- JoJo的奇妙冒險（艾莉娜·班魯多）
- 櫻花莊的寵物女孩（麗塔·愛因茲渥司）
- 出包王女DARKNESS（天條院沙姬）
- 少女與戰車（凱伊）

2013年
- AKB0048 Next Stage（第10代 秋元才加）
- 旋風管家! Cuties（天王州雅典娜）
- 蘿球社！SS（野火止初惠）
- 黃金拼圖（白川湊）
- Fate/kaleid liner 魔法少女☆伊莉雅（Saber）
- 境界的彼方（名瀨泉）

2014年
- 魔女的使命（多華宮小町）
- Selector infected WIXOSS（花代）
- Selector spread WIXOSS（紅林遊月〈花代〉）
- 名偵探柯南（白河千春 ※第781話）
- 風雲維新大將軍（服部霧子）
- 火星異種（秋田奈奈緒）
- 乒乓 THE ANIMATION（百合枝）
- 龍孃七七七埋藏的寶藏（今生霞）
- 刀劍神域Ⅱ（安岐夏樹）
- 月刊少女野崎君（都由香里）
- 愛·天地無用！（栗原有漢）
- 甘城輝煌樂園救世主（鬆鬆餅）
- Fate/stay night [UNLIMITED BLADE WORKS]（Saber）

2015年
- 偶像學園（栗栖心音的母親）
- 偵探歌劇 少女福爾摩斯 TD（製作人）
- 終結的熾天使（三宮葵）
- 艦隊Collection（大淀）
- 死亡遊行（真知子）
- Fate/kaleid liner 魔法少女☆伊莉雅 2wei Herz!（廣播）
- 出包王女DARKNESS 2nd（天條院沙姬）

2016年
- 無彩限的幻影世界（老闆娘）
- 暗殺教室 第2期（雪村亞久里）
- 境界之輪迴 第2期（的場夏美）
- 魔法使 光之美少女！（蘿蕾塔）
- 食戟之靈 貳之皿（水原冬美）
- ViVid Strike!（伊克斯·威莉亞）
- 神裝少女小纏（春夏·露榭拉[14]）
- 競女!!!!!!!!（坂城真夜）
- Fate/Grand Order -First Order-（芙芙、阿爾托莉雅·潘德拉貢(Alter)）
- Fate/咕噠咕噠Order（阿爾托莉雅前輩 ）

2017年
- 夏目友人帳 陸（笹後〈第2代〉）
- 在地下城尋求邂逅是否搞錯了什麼 外傳 劍姬神聖譚（里維莉亞·利歐斯·阿爾弗）
- Fate/Apocrypha（亞瑟王／阿爾托莉雅）
- 18if（イブ）

2018年
- 刀使之巫女（旁白、折神朱音）
- 紫羅蘭永恆花園（克拉拉·馬格諾利亞）
- 搖曳露營△（給凜焙茶的大姐姐）
- 漫畫女孩（翼的母親）
- Lostorage conflated WIXOSS（花代[15]）
- 魔法少女網站（長月雹花）
- 卡利古拉（美笛的母親）
- 和風喫茶鹿楓堂（林朝子）
- 最終休止符 -無止境的螺旋物語-（三波夏美）
- 工作細胞（肥大細胞）
- 魔法禁書目錄III（蘿拉·史都華）
- 刀劍神域 Alicization（安岐夏樹）
- 遊戲王VRAINS（阿葵雅）
- 我喜歡的妹妹不是妹妹（千影）
- 梅露可物語 -無精打采的少年與瓶中少女-（優的母親）

2019年
- Star☆Twinkle 光之美少女（金牛座的公主）
- 百慕達三角～多彩田園曲～（エーデル）
- 我們真的學不來！（唯我花枝）
- Battle Spirits Saga Brave（紫乃宮魔魅）
- 炎炎消防隊（森羅的母親）
- 凱洛與塔斯黛（奧莉薇亞）
- Dr.STONE 新石紀（硫酸）
- 艾梅洛閣下II世事件簿（圓桌決議）
- Fate/Grand Order 絕對魔獸戰線巴比倫尼亞（芙芙）
- 超人高中生們即便在異世界也能從容生存！（林檎的母親）
- 刀劍神域 Alicization War of Underworld（安岐夏樹）
- 星合之空（凜太朗的母親）
- 碧藍幻想 The Animation Season 2（莉夏）

2020年
- 戀愛中的小行星（真中詩織）
- 夢夢貓（琴子的母親）
- 超異域公主連結 Re:Dive（純）
- 弩級戰隊HXEROS（衣魚蟲）
- 魔王學院的不適任者～史上最強的魔王始祖，轉生就讀子孫們的學校～（席菈）
- 名偵探柯南（嘉悅香苗  ※第1036話）
- 突擊莉莉 BOUQUET（川添美鈴[16]）
- 安達與島村（安達的母親）
- 在地下城尋求邂逅是否搞錯了什麼III（里維莉亞·利歐斯·阿爾弗）
- 成神之日（佐藤五十铃）
- 小碧蓝幻想！（莉夏）
- 炎炎消防隊 貳之章（森羅的母親）

2021年
- 搖曳露營△ SEASON2（給凜焙茶的大姐姐）
- 工作細胞!!（肥大細胞）
- 演劇偶像（瑠川梓）
- 關於我轉生變成史萊姆這檔事 第2期（貝瑞塔）
- 夢夢貓 Mix！（琴子的母親）
- 鍵等（美坂香里）

2022年
- 超異域公主連結 Re:Dive Season 2（純）
- CUE!（千紗的姊姊）
- 女性向遊戲世界對路人角色很不友好（琉絲）
- RWBY 冰雪帝國（溫特·雪倪）
- 後宮之烏（謝妃）
- 艦隊Collection 總有一天，在那片海（大淀、磯風）
- 呆萌酷男孩（白川[17]）
- Fate/Grand Order 藤丸立香不明白 年末特別篇（阿爾托莉雅·潘德拉貢）

2023年
- 間諜教室（紅爐）
- 龍族拼圖（ソガノイルカ）
- 小智是女孩啦！（群堂美咲）
- 怕痛的我，把防禦力點滿就對了2（薇爾貝）
- 東京喵喵 NEW（白金的母親）
- Dr.STONE 新石紀 NEW WORLD（硫酸）
- 堀與宮村 -piece-（仙石的母親）
- 16bit的感動 ANOTHER LAYER（下田香織[18]、Saber）
- 重生者的魔法一定要特別（プリシーラ・ハイシルカイト）
- 暴食狂戰士（愛莎·哈特）
- 魔法使的新娘 SEASON2（冬之女神／莫莉卡）
- 遊戲王GO RUSH（籠玉子）
- 某大叔的VRMMO活動記（卡蓮[19]）
- 家裡蹲吸血姬的鬱悶（尤琳）

2024年
- 月刊妄想科學（靖子）
- 不死不運（明的母親）
- 關於我轉生變成史萊姆這檔事 第3期（貝瑞塔）
- 轉生貴族憑鑑定技能扭轉人生～繼承弱小領土後，招募優秀人才打造最強領土～（蘇菲亞·羅本特）
- 從Lv2開始開外掛的前勇者候補過著悠哉異世界生活（第一公主[20]）
- Unnamed Memory 無名記憶（露克芮札[21]）
- 聲優廣播的幕前幕後（千佳的母親）
- 隔壁的妖怪鄰居（坂木鈴[22]）
- 曾經、魔法少女和邪惡相互為敵。（貝菈崔絲[23]）
- 為何我的世界被遺忘了？（阿絲拉索拉卡）
- 異世界失格（拉帕瑪）

2025年
- 天久鹰央的推理病歷表（冬木淳）
- 炎炎消防隊 參之章（萬里日下部[24]）
- 公爵千金的家庭教師（麗莎·鈴斯特[25]）

### 劇場版動畫
2000年
- 劇場版 我的女神 - 摩根勒菲

2007年
- 劇場版 灼眼的夏娜 - 吉田一美

2010年
- 銀幕黑塔利亞 Axis Powers 塗成白色吧！ - 皮克特公主
- 劇場版 Fate/stay night UNLIMITED BLADE WORKS - Saber

2012年
- 強襲魔女 劇場版 - 海茵莉凱・塞因・維根斯坦

2014年
- 帕羅的未來島（日语：パロルのみらい島） - 麗可特

2015年
- 劇場版 境界的彼方 -I'LL BE HERE- - 名瀨泉
- 少女與戰車 劇場版 - 凱伊

2016年
- 加速世界 INFINITE∞BURST - 掛居美早／Blood Leopard
- ZEGAPAIN ADP - 三崎 紫雫乃

2017年
- 劇場版 Fate/stay night Heaven's Feel - Saber
- 少女與戰車 最終章（第1話） - 凱伊

2018年
- 劇場版 Fate/stay night Heaven's Feel Part II - Saber、Saber Alter
- 劇場版 夏目友人帳 ～緣結空蟬～ - 笹後〈第2代〉

2019年
- 少女與戰車 最終章（第2話） - 凱伊

2020年
- 想哭的我戴上了貓的面具 - 水谷薫
- 劇場版 Fate/stay night Heaven's Feel Part III - Saber Alter
- 劇場版 Fate/Grand Order -神聖圓桌領域卡美洛- 前篇 Wandering; Agateram - 獅子王、芙芙

2021年
- 少女與戰車 最終章（第3話） - 凱伊
- 劇場版 Fate/Grand Order -神聖圓桌領域卡美洛- 後篇 Paladin; Agateram - 獅子王、芙芙
- Fate/Grand Order -終局特異點 冠位時間神殿所羅門- - 芙芙
- 黃金拼圖 Thank you!! - 白川湊

2024年
- ZEGAPAIN STA - 三崎紫雫乃[26]
- 蠟筆小新：我們的恐龍日記- 酢乙女愛

2025年
- 少女與戰車 更加相親相愛作戰！ - 凱伊[27]

### OVA
主要角色以粗體顯示
1992年
- 新世紀GPXサイバーフォーミュラ 新たなる挑戦者 - 結城麗奈

1997年
- 鬥神都市II - 雫姫
- 下級生 - 女學生B (第一話)

1999年
- 快刀亂麻 THE ANIMATION - 魔由羅

2000年
- 天使禁獵區 - 無道紗羅

2001年
- ONE～光辉的季节～ - 長森瑞佳
- 天使的尾巴 - 歩美（龟）

2004年
- 發明工坊 - 娜諾卡·福蘭克

2005年
- 星界的戰旗III - 拉斐爾
- 撲殺天使朵庫蘿 - 水上靜希

2006年
- 現視研 - 大野加奈子
- 天翔少女 - 櫻野音羽
- 灼眼的夏娜SP「戀愛與溫泉的校外教學!」- 吉田一美
- 大魔法峠 - 大姊頭

2007年
- .hack//G.U.Returner - アトリ

2009年
- 灼眼的夏娜S - 吉田一美
- 出包王女 - 天條院沙姬
- 魔力女管家  我回来了！欢迎回来！ - 安藤麻幌

2011年
- Carnival Phantasm - Saber

2012年
- 絕對純白魔法少女 - 倉本艾麗卡

2016年
- 斬首循環-藍色學者與戲言跟班 - 園山赤音

2021年
- Fate/Grand Carnival - 阿爾托莉亞·潘德拉貢、阿爾托莉亞·潘德拉貢〔Lily〕、謎之貓X

2025年
- 為美好的世界獻上祝福！3—BONUS STAGE—（拉克蕾絲[28]）

### 網路動畫
2000年
- 笑園漫畫大王 網路動畫版（春日步）

2017年
- 怪物彈珠（彌勒）

2018年
- 衛宮家今天的餐桌風景（Saber）

2023年
- Fate/Grand Order 搞不懂的藤丸立香（阿爾托莉亞·潘德拉貢、阿爾托莉亞·潘德拉貢〔Alter〕、阿爾托莉亞·Caster、芙芙）

2024年
- Fate/Grand Order 搞不懂的藤丸立香 第2期（芙芙、安妮·伯妮、梅莉、阿尔托莉雅·潘多拉贡〔聖誕Alter〕、阿瓦隆女士）

### 遊戲
- 問答RPG 魔法使與黑貓維茲（米迦菈・撒拉弗）
- 零～紅蝶（天倉繭、黑澤紗重）
- 零～真紅之蝶（天倉繭、黑澤紗重）
- 夢幻之星（Phantasy Star Universe）（ルウ）
- 發明工坊（娜諾卡‧福蘭克）
- 交響情人夢（野田惠）
- .hack//G.U.（アトリ）
- Odin Sphere（グウェンドリン (Gwendolyn)）
- 美少女夢工場4（莉潔）
- 式神之城3（結城小夜）
- Rune Factory 2 符文工廠2（ジュリア）
- Shining Wind (光明之風)（クララクラン．フィリアス (Clalaclan)）
- CaduceusZ 兩把超執刀（利根川安祺（とねがわ あんじゅ））
- 救急救命カドゥケウス2（利根川安祺（とねがわ あんじゅ））
- 女神侧身像（希露梅莉亚）
- Grandia II（艾蕾娜）
- 摔角天使生存者（杉浦美月、結城千種）
- 夢幻之星攜帶版2 & 無限（ファンタシースターポータブル2 インフィニティ）（ルミア）
- 白貓プロジェクト（純白の聖王 ミカエラ）
- 英雄聯盟（雷歐娜）
- 艦隊Collection（磯風、大淀、雲龍）
- Nitro+ Blasterz -Heroines Infinite Duel-（Saber <阿尔托莉雅·潘多拉贡>）
- Only you リベルクルス（秋月 まゆ）
- 奧丁領域（里普特拉西爾（關德琳（グウェンドリン）
- 陰陽師（御饌津）
- 超異域公主連結 Re:Dive（純）

1997年
- 央華封神 ～央華綻放～（日语：央華封神RPG）（晃桃華）
- 純愛手札 Drama Series vol.1 虹色青春（女2）
- 超真實花札 墜入愛河2（夏目由加梨）

1998年
- 格鬥天王 京（草薙葵）

1999年
- 捍衛者（生澤留梨子）
- 後夜祭（日语：後夜祭）（片山小百合）
- 危機世代（日语：デバイスレイン）（霞·艾因哈爾德）
- To Heart（神岸明[29]）
- 閃電霹靂車（1999年—2005年，結城麗奈）3作品
- BOYS BE… 2nd Season（齊藤美樹）
- 約定的羈絆（伊吹綠）

2000年
- 想見你… ～your smiles in my heart～（日语：あいたくて… 〜your smiles in my heart〜）（二宮千菜）
- Kanon（美坂香里）
- 夏色劍術小町（日语：夏色剣術小町）（早瀨菜摘）
- （五百藏珠枝）
- 婆裟羅（日语：婆裟羅）（雜賀孫市）
- 格鬥天王2000（四條雛子（日语：四条雛子）、渡部薰）

2001年
- 此花（橘美亞子）2作品
- 妹妹公主（2001年—2003年，千影）4作品
- 21 -Two One-（日语：21-Two One-）（榊芹）
- 魔力女管家（2001年—2003年，麻幌）6作品
- 格鬥天王2001（四條雛子）

2002年
- 淪為回憶的妳 ～秋之回憶～（鳴海沙子）
- Piece of Wonder（西園寺雨音）
- 封神演義2（麗蘭）

2003年
- 青出於藍（櫻庭葵）
- 頭文字D Special Stage（茂木夏樹）
- 吸血姬夕維 〜千夜抄〜（夕維）
- 格鬥天王2003（四條雛子）

2004年
- 青出於藍 〜春夏、秋冬〜（櫻庭葵）

2006年
- Fate/stay night（阿尔托莉雅·潘多拉贡）
- 君吻（川田知子）
- 灼眼的夏娜（吉田一美）

2008年
- Fate/unlimited codes（阿尔托莉雅·潘多拉贡、阿尔托莉雅·潘多拉贡 [Alter]）
- Fate/tiger colosseum（阿尔托莉雅·潘多拉贡、阿尔托莉雅·潘多拉贡 [Alter]）

2009年
- 朧村正（虎姬）
- 格鬥天王2002 UNLIMITED MATCH（四條雛子）

2015年
- Fate/Grand Order（阿尔托莉雅·潘多拉贡、阿尔托莉雅·潘多拉贡〔Alter〕、阿尔托莉雅·潘多拉贡〔Lily〕、安·伯妮、阿尔托莉雅·潘多拉贡〔聖誕Alter〕、阿尔托莉雅·潘多拉贡〔Lancer Alter〕、迷你Nobu〔Saber〕、Star Mega Nobu Mark II、謎之女主角X、謎之女主角X〔Alter〕、阿爾托莉雅·潘多拉貢〔Lancer〕、阿爾托莉雅·潘多拉貢〔Archer〕、安·伯妮〔Archer〕、阿瓦隆女士/梅莉）

2016年
- Fate/Extella（阿尔托莉雅·潘多拉贡）

2017年
- 最终幻想 纷争 Opera Omnia（蕾娜·夏洛特·大君）
- 怪物彈珠（彌勒）
- 永遠的7日之都（珈兒）

2018年
- Fate/Extella Link（阿尔托莉雅·潘多拉贡）
- Sdorica -sunset-（希歐·亞爾德席克）
- 食之契約 （梅子茶泡飯、伏特加）
- 蒼之紀元 (薇薇安)

2019年
- 魔法禁书目录 幻想收束（劳拉·史都华／大恶魔克伦佐、亚雷斯塔·克劳利〈克伦佐的身躯〉）
- 明日方舟 (推進之王)
- 第七史詩（維爾蘿娜）

2020年
- 戰雙帕彌什 (比安卡)

2021年
- Melty Blood: TYPE LUMINA（阿尔托莉雅·潘多拉贡）

2022年
- 原神（申鹤）
- 核芯：利希特（莉貝露·弗里緹）
- 幻塔 ( 鈷藍 )

2023年
- 寶可夢大師EX（莉拉[30]）
- Kanon（美香里[31]）[注 1]
- 機動戰士鋼彈U.C. ENGAGE（日语：機動戦士ガンダム U.C. ENGAGE）（紅蛇）
- 在地下城尋求邂逅是否搞錯了什麼 戰鬥編年史（里維莉雅·利歐斯·阿爾弗[32]）
- 空之要塞: 啟航（綾[33]）
- 重返未來：1999（帕米埃）

2024年
- 殺戮魅影 -Alternative Imitation-（青龍偃月刀、巴爾蒙克）

2025年
- 崩壞：星穹鐵道（Saber)(Fate/stay night聯動角色)

### 廣播劇CD
- 青出於藍系列 - 櫻庭葵
- StrikerS Sound Stage X - 伊克斯·威莉亚
- 魔法少女奈叶Reflection 廣播劇CD - 伊克斯·威莉亚

1999年
- To Heart Piece of Heart（神岸明）

2000年
- 捍衛者 地球防衛外傳1—2（生澤留梨子）

2008年
- 出包王女（天條院沙姬）

2009年
- S線上的黛娜（艾倫·斯弗爾茲）

2011年
- 花嫁研習社（南美櫻）

### 外語配音

#### 演員
沈恩敬
- 被操縱的都市（汝蔚）
- 交響情人夢（薛明日[34]）
- 屍速列車（感染的少女[35]）

#### 電影
- 狼少年：不朽的愛（金純伊〈朴寶英〉）
- 最後的德魯伊：加爾姆戰爭（納西恩666〈桑默·H·豪厄爾〉[36]）
- 傑克與大象（騎自行車的小孩）

#### 電視影集
- 旋風管家（天王州雅典娜）[注 2]

#### 動畫
- 天官賜福（風師、師青玄〈女〉）2系列[注 3]
- 魔道祖師（溫情[37]）
- RWBY（溫特·雪倪[38]、安波）

### 廣播節目
- Aniplex Hour「銀盤萬花筒」（大阪電台、NACK5，與吉野裕行共同主持）
- 阿倍野橋魔法商店街 來賓川澄綾子
- air marine 「Dragon Fantasy2」
- 我的狐仙女友廣播 〜耕太與千鶴的ゆやよん成長日記〜（Media Factory Radio：2008年3月21日—9月26日）
- 川澄綾子+飯塚雅弓=戀愛候補生
- 川澄綾子&飯塚雅弓 戀愛候補生West
- 川澄綾子的Best Communication（網路電視：2001年1月10日—2001年12月26日）
- 川澄綾子的PIANO（全6回）
- 川澄綾子的PIANO2（全6回）
- 女王之刃廣播（Media Factory Radio：2009年1月30日－2010年5月28日）
- 月面兔兵器米娜 SportLuna情報局 麻里奈與衣里的第23回（2007年5月28日發佈）川澄綾子（西羽菫 / 師走米娜）・能登麻美子（灰原水面 / 秋山米娜）
- 真一郎與綾子的
- 低俗靈 MY DREAM
- 天使的尾巴 家庭派對
- .hack//Radio 綾子、真澄的澄澄之夜
- tryme.jp/（2003年4月6日—2003年10月4日）
- （「在五番街相遇的」節目環節，與小杉十郎太一起主持）
- Fate/stay tune（animate TV：2007年2月22日—2007年9月6日）
- Fate/stay tune UNLIMITED RADIO WORKS（animate TV、音泉：2009年10月16日—2010年4月16日）
- BLUE DRAGON presents 三日月的散步 10.川澄綾子
- PONY CANYON STYLE MARUNABI！？（文化放送：2005年1月18日—2007年9月25日）
- 宮村優子
- 甜蜜偶像·Sweetfish 咖啡（與桑谷夏子交互主持）
- RADIO魔力女管家「歡迎回來，麻幌」（RONDO ROBE：2009年10月2日—2010年12月18日）
- 501st JFW.OA ～第五〇一統合戰鬥航空團官方放送～

### 數位漫畫
- VOMIC 閃爍的愛情（木下仁菜子）

### 影像作品
- Sister princess Valentine Party
- TYPE-MOON Fes. 10th ANNIVERSARY

### 朗讀CD
- Come across 〜DEARS朗讀物語〜 Vol.4 日本昔話3（日语：DEARS）（2007年）
- 迪亞斯世界故事 ～夢之書～（日语：DEARS）（2008年）
- 迪亞茲世界故事 ～紅皮書～（日语：DEARS）（2009年）

### 柏青哥、角子機
- CR 少女與戰車（凱伊）
- CR 女王之刃（蕾娜）
- CR 女王之刃2 CLIMAX（蕾娜、瑪莉亞）
- CR 混沌武士（風）
- CR 混沌武士2（風）
- CR 混沌武士3（風）
- CR 07-GHOST（修女雅典娜）
- CR 戰國雙天繪卷〜華戀姬傳〜（阿市）
- CR 奏光之Strain（塞拉·威萊克）
- CR DEAD OR ALIVE（心）
- CR 咚隆隆炎魔君熊熊燃燒（晴美）
- CR 緋彈的亞莉亞（貞德·達魯克）
- CR 緋彈的亞莉亞2（貞德·達魯克）
- CR 風雲維新大將軍（服部霧子）
- CR 武神烈傳（阿市）
- CR 麻雀姬傳（阿市）
- CR 聖石小子 無限對決（艾莉）
- CR 聖石小子 這個世界就是真實（艾莉）
- 角子機 魔女的使命（多華宮小町）
- 角子機 海貓悲鳴時（右代宮理御）
- 角子機 少女與戰車（凱伊）
- 角子機 女王之刃 流浪的戰士（蕾娜）
- 角子機 女皇之刃2 王位繼承者（蕾娜）
- 角子機 GATE 奇幻自衛隊（蘿莉·麥丘利）
- 角子機 月面兔兵器米娜（師走米娜）
- 角子機 混沌武士（風）
- 角子機 混沌武士極（風）
- 角子機 混沌武士 流轉輪廻（風）
- 角子機 ZEGAPAIN（三崎紫雫乃）
- 角子機 天翔少女~請多指教!零（櫻野音羽）
- 角子機 天翔少女2~零 再現～（櫻野音羽）
- 角子機 咚隆隆炎魔君熊熊燃燒（晴美）
- 角子機 翼神世音（紫東惠）
- 角子機 聖石小子 遺忘之王（艾莉）

### 應用程式
- Fate/Zero Saber鬧鐘鈴聲

### 旁白

#### 電視節目
- 冰上嘉年華2019 (2019年10月6日，東京電視台)

#### 廣告
- 月刊Newtype 2月號（2017年，角川書店）
- FAIRY TAIL 第50冊（2015年，講談社）
- FAIRY TAIL 第51冊（2015年，講談社）
- 假面騎士×超級戰隊 超 超級英雄大戰（2017年，東映）

#### PV
- Bravely Second ～胎動篇～[39]
- 『KITE』 預告篇

### 其它
- 日產N-Link Web繪本（灰姑娘）
- 秘封活動記錄 -月-（綿月依姬）

## 音樂作品

### 單曲
| 發行日期       | 單曲名稱（日文原名） | 註解                                                |
| -------------- | -------------------- | --------------------------------------------------- |
| 1998年9月23日  |                      | OVA《戀愛候補生 STARLIGHT SCRAMBLE》片頭/片尾主題曲 |
| 1999年3月25日  |                      | OVA《閃電霹靂車SIN》片尾主題曲                      |
| 2002年12月21日 | …to you              | 電視動畫《PIANO》片頭主題曲                         |
| 2004年11月5日  |                      | OVA《發明工坊》插入歌                               |
| 2005年9月14日  |                      | 電視動畫《我太太是高中生》片頭/片尾主題曲           |
| 2006年11月22日 |                      | 遊戲《藍龍》插入歌                                  |

### 專輯
| 發行日期      | 專輯名稱（日文原名）        | 註解                                                                                               |
| ------------- | --------------------------- | -------------------------------------------------------------------------------------------------- |
| 2002年3月21日 | Primary                     | 首張原創專輯 帶有本身親自作詞的音軌 共10首歌曲，其中5首歌曲和5首由川澄綾子自己用鋼琴演奏的器樂曲目 |
| 2003年3月26日 | 魔力女管家 for 川澄綾子（まほろまてぃっく for 川澄綾子） | |

### 角色歌曲
| 發行日期 | 商品名稱                                          | 歌                     | 樂曲             | 備註                                        |
| 1998年   | 1998年                                            | 1998年                 | 1998年           | 1998年                                      |
| -------- | ------------------------------------------------- | ---------------------- | ---------------- | ------------------------------------------- |
| 6月24日  | 星方武俠Outlaw Star 原聲帶II ～創作的背景音樂第二 | 梅爾菲娜（川澄綾子）   | 「A DATE」       | 電視動畫《星方武俠Outlaw Star》相關歌曲     |
| 1999年   |                                                   |                        |                  |                                             |
| 7月7日   | 捍衛者1970                                        | 生澤琉璃子（川澄綾子） | 「」             | 遊戲《捍衛者》相關歌曲                      |
| 7月7日   | 捍衛者1970                                        | Fork Intruders         | 「」             | 遊戲《捍衛者》相關歌曲                      |
| 2000年   |                                                   |                        |                  |                                             |
| 7月26日  | 同居情事小說 ～佐藤由香～ 音樂集                  | 綾（川澄綾子）         | 「」             | 遊戲《同居情事小說 ～佐藤由香～》片尾主題曲 |
| 2001年   |                                                   |                        |                  |                                             |
| 1月24日  | MELODY/shining★star                               | SISTER PRINCESS        | 「MELODY」       | 遊戲《妹妹公主》片頭主題曲                  |
| 1月24日  | MELODY/shining★star                               | SISTER PRINCESS        | 「shining★star」 | 遊戲《Sister Princess》片尾主題曲           |
| 7月4日   | 畢竟微笑是NO.1！                                  | SISTER PRINCESS        | 「」 「」 「」   | 電視動畫《妹妹公主》相關歌曲                |
| 2002年   |                                                   |                        |                  |                                             |
| 2月22日  | 魔力女管家 音樂篇(2)                              | 麻幌（川澄綾子）       | 「」 「」 「」   | 電視動畫《魔力女管家》相關歌曲              |

### 其它參加樂曲
| 發行日期       | 商品名稱                                | 歌                   | 樂曲                                                            | 備註                                             |
| -------------- | --------------------------------------- | -------------------- | --------------------------------------------------------------- | ------------------------------------------------ |
| 1999年7月9日   | To Heart Animation Sound Track          | 川澄綾子             | 「Yell」                                                        | 電視動畫《To Heart》片尾主題曲                   |
| 2001年11月22日 | 魔力女管家 音樂篇(1)                    | 川澄綾子             | 「」                                                            | 電視動畫《魔力女管家》片頭主題曲                 |
| 2003年9月26日  | 遊戲歌唱精選 ～志倉千代丸樂曲集～ Vol.2 | 川澄綾子             | 「off ground」                                                  | 遊戲《此花3 ～在虛偽的暗影之下～》片頭主題曲     |
| 2003年9月26日  | 遊戲歌唱精選 ～志倉千代丸樂曲集～ Vol.2 | 川澄綾子             | 「」                                                            | 遊戲《KONOHANA:TrueReport》片頭主題曲            |
| 2004年10月8日  | AA（雙A）                               | 川澄綾子、清水愛     | 「prologue」 「」 「」 「」 「」 「淡色noon」 「」 「epilogue」 |                                                  |
| 2005年6月15日  | NHK動畫劇場「雪之女王」原聲音樂         | 川澄綾子             | 「」                                                            | 電視動畫《雪之女王》插入歌                       |
| 2006年12月20日 | Scoop！/7 days after                    | 川澄綾子、能登麻美子 | 「Scoop！」 「7 days after」                                    | 廣播節目《PONY CANYON STYLE MARUNABI!?》相關歌曲 |
| 2006年11月22日 | dream power -致那些沒有翅膀的人-        | A·G·A·S              | 「」                                                            |                                                  |

## LIVE
- PIANO 音樂工作人員（主演兼任）
- 2001年 妹妹公主 LIVE
- 魔力女管家 LIVE ！
- 交響情人夢 管弦樂音樂會第2彈 ～動畫版～ 臭屁體操的鋼琴演奏

## 腳註

## 外部連結
- 川澄綾子｜大澤事務所 （日語）
- 川澄綾子 （页面存档备份，存于） （日語）—日本藝人名鑑（日语：日本タレント名鑑）
- （日語）—WEB THE TELEVISION（日语：ザテレビジョン）
- 川澄綾子 （页面存档备份，存于） （日語）—SEIGURA web
- 川澄綾子 （页面存档备份，存于） （日語）—KINENOTE
- 川澄綾子 （页面存档备份，存于） （日語）—oricon
- 川澄綾子 （日語）—MOVIE WALKER PRESS（日语：MOVIE WALKER PRESS）
- 川澄綾子 （页面存档备份，存于） （日語）—電影.com（日语：映画.com）
- 川澄綾子 （日語）—allcinema（日语：allcinema）
- 日本電影數據庫（JMDb）上川澄綾子的資料（日語）